# أكراكومي
أكراكومي (ميناء أكرا- كومه) ميناء تاريخي مُندثر، يقع في شمال غرب شبه الجزيرة العربية في السعودية. ذكر في المصادر التي تحدثت عن حملة القائد الروماني أيليوس غالوس الفاشلة على الجزيرة العربية عام 24/25 قبل الميلاد.

## انظر ايضاً
- ميناء إمبلوني
- ميناء لويكي كومه
- مستوطنة أمبلوني
- ميناء اجرا اللحياني
- الجار
- طريق البخور
- مركز تاريخ البحر الأحمر وغربي المملكة العربية السعودية
- أيليوس غالوس
- بعثة غالوس
- شبه الجزيرة العربية في العصر الروماني